# Ejército macedonio
El ejército macedonio del Reino de Macedonia está considerado como uno de los mejores ejércitos de leva de la Antigüedad. Instrumento de la conquista de la Antigua Grecia, en el reinado de Filipo II de Macedonia, después del Oriente en el reinado de Alejandro Magno, es el modelo sobre el cual se formaron los ejércitos de los reinos helenísticos, sobre todo los de los seléucidas y lágidas, en los siglos III y II a. C. Su dominación terminó con la conquista romana, que demostró la superioridad de la legión sobre la falange macedonia en la batalla de Pidna en el 168 a. C., finalizando la tercera guerra macedónica.
Las innovaciones militares, tanto en las armas como en las tácticas, llevadas a cabo por Filipo II forjaron el ejército que conquistó un imperio. Convirtió la guerra y el combate en un estilo de vida para los macedonios, quienes hasta entonces habían considerado el ejército como una ocupación a tiempo parcial para ejercerla fuera de la temporada agrícola. Al introducir el ejército como una ocupación a tiempo completo, Filipo pudo entrenar a sus hombres con regularidad, cimentando la unidad y la cohesión. Este creó una de las mejores máquinas militares que Asia o Grecia habían visto nunca, gracias a la suma de tiempo y esfuerzo invertido tanto en maniobras como en innovaciones militares.
Las innovaciones tácticas incluían un uso más eficaz de la tradicional falange griega, como de los ataques coordinados, en primer lugar, la combinación de armas y las tácticas militares entre sus unidades de infantería de la falange, caballería, arqueros y armas de asedio. Las armas introducidas eran la sarisa, un tipo de pica larga de peso contrabalanceado, que aportó muchas ventajas, ofensivas y defensivas, para la infantería macedonia en particular, y para el ejército combinado en general. 
Los ejércitos creados por Filipo comprendían una amalgama de diferentes fuerzas. Macedonios y otros griegos (especialmente de Tesalia), así como una amplia gama de mercenarios del otro lado del Egeo. Después del 338 a. C., muchos de los nuevos reclutas de Filipo para su planeada invasión de Persia vinieron desde todas partes del mundo griego y de los Balcanes, aunque la mayor parte del ejército lo constituían los macedonios.

## Composición
El ejército de los reyes macedonios estaba compuesto de soldados-ciudadanos (griego antiguo πολιτικοὶ στρατιῶται, politikoì stratiỗtai), de mercenarios reclutados con contrato a corto o a largo plazo, y de tropas aliadas. El ejército cívico, considerado como el mejor del mundo griego, constaba de dos componentes distintos con Filipo: de una parte, un núcleo de tropas profesionales que formaban la guardia real, que comprendía una infantería, los pezétairoi (griego antiguo πεζέταιροι), más tarde denominados (griego antiguo ὑπασπισταὶ, hypaspistaì) «hipaspistas», cuya última denominación fue (griego antiguo ἀργυράσπιδες, arguráspides) argiráspidas; y por último los «peltastas» (griego antiguo πελτασταὶ, peltastaì), y una caballería (griego antiguo βασιλικαὶ ἶλαι, basilikaì ĩlai), reclutados en el conjunto de Macedonia, y de otra parte, una importante reserva movilizada sobre una base territorial, según las necesidades.
Los mercenarios eran contratados personalmente por los reyes, mediante acuerdos internacionales que ellos podían concluir, en tanto que eran los únicos representantes del Estado facultados para conducir las relaciones con las potencias extranjeras.
El ejército estaba bajo el mando de generales (strategoi) y con frecuencia formado por divisiones (morai), mandadas por ellos, así como por las unidades (taxeis) de infantería. El escalón siguiente de los oficiales (hegemones) estaba ocupado por los aristócratas macedonios, de la región de origen de las unidades, al menos en los inicios. Muchos de ellos eran príncipes de las familias de la Alta Macedonia: por poner un ejemplo, Pérdicas, hijo de Orontes, mandaba el taxis de Oréstide y pertenecía en realidad a la casa real de esta región.
Contaba también con prodromoi, caballería ligera en funciones de exploración.

## Infantería

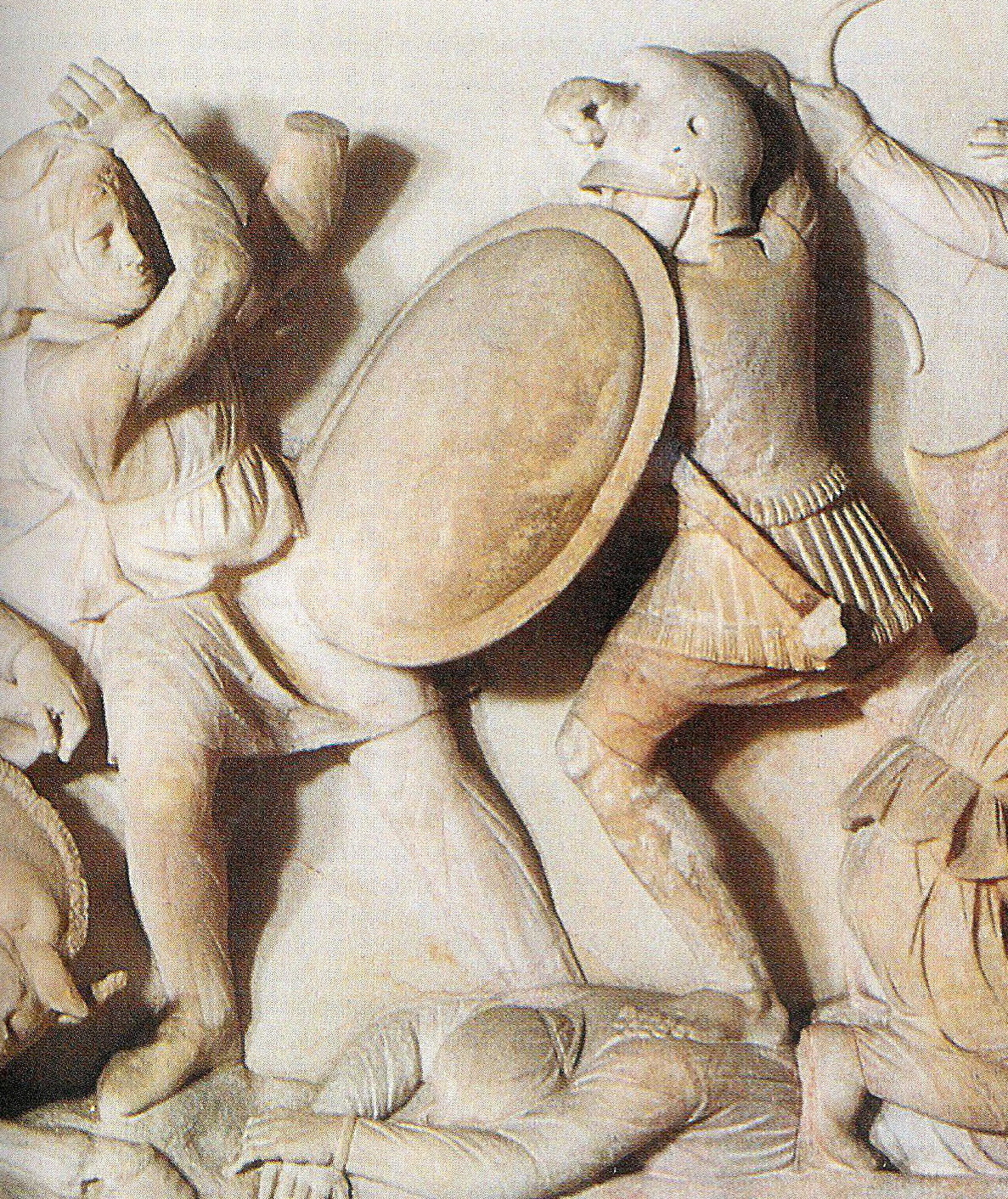
Pezhetairos combatiendo en la batalla de Issos (detalle del Sarcófago de Sidón).

El origen de la infantería de línea hoplítica puede remontarse al reinado de Arquelao: antes de él, la única infantería pesada de la que disponía el Reino de Macedonia le era suministrada por las ciudades griegas aliadas.
Sin embargo, su verdadero creador fue Filipo II, considerado el inventor de la falange macedonia: una infantería pesada particularmente eficaz, liberada de una parte de su armamento defensivo: el escudo fue reducido en un tercio, la coraza abandonada, en provecho de una pica más larga (5,5 m), la sarissa, y de una velocidad de carga incrementada.
Aunque Filipo fue inspirado asimismo por la reforma militar de Tebas (donde pasó parte de su vida como rehén) promovida por Epaminondas.
Esta reforma militar tuvo también consecuencias políticas considerables: permitía integrar una cantidad bastante mayor de macedonios en la defensa del reino y en su vida política. Al final del reinado de Filipo, el número de macedonios movilizables en la infantería pesada, reclutada sobre una base territorial, se estimaba en 30 000.
El ejército de Filipo constaba de un núcleo de infantes profesionales, los pezhetairoi (compañeros de a pie), que constituían la guardia real, y una leva territorial.
El ejército de Alejandro constaba de 24 000 infantes repartidos en 12 taxeis de falangitas, de alrededor de 1500 hombres, y tres quiliarquías de 1000 hipaspistas. Hay que añadir un número indeterminado de arqueros y de otros falangitas ligeros. Alejandro extendió la denominación de pezhetairoi al conjunto de falangitas, lo que explica la lealtad que estos últimos dedicaron a su persona, y después de su muerte, a sus descendientes directos.

### Los hipaspistas

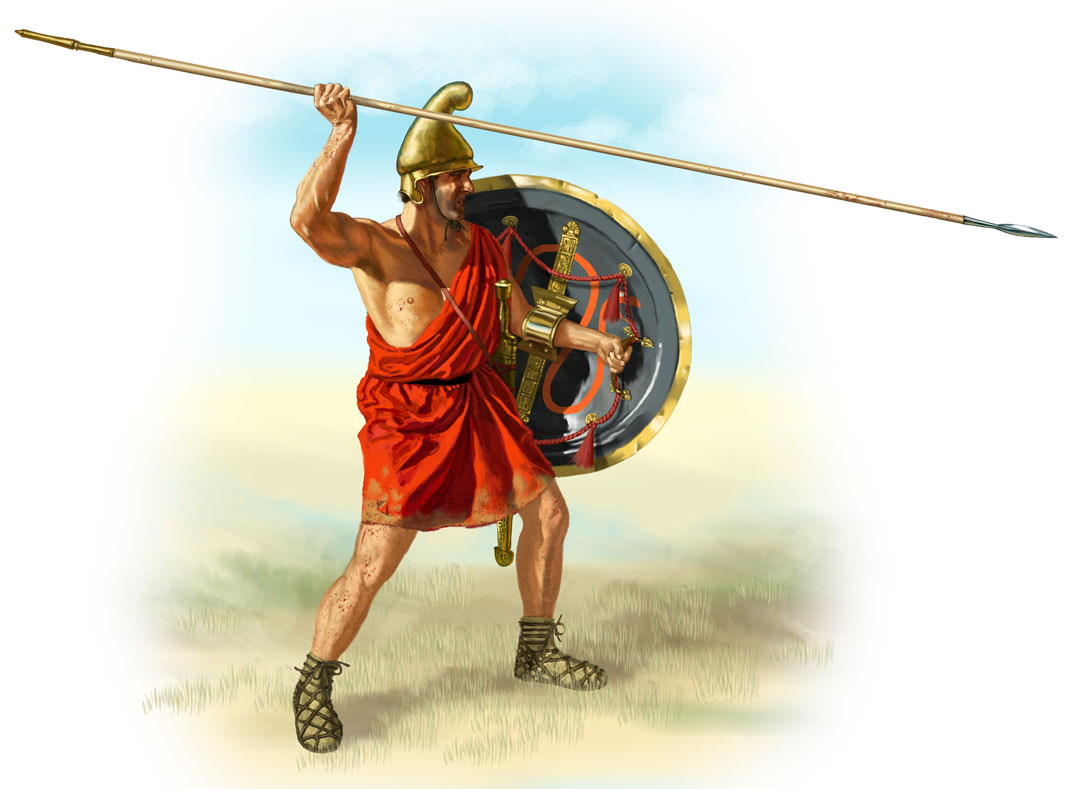
Ilustración de un hipaspista.

El nombre de hipaspistas se refería quizás a los pezhetairoi, cuando este último nombre fue aplicado a los falangitas de la leva territorial. Al final del reinado de Alejandro, o quizás después de su muerte, la denominación de hipaspistas fue reemplazada por la de argiráspidas. Posteriormente, en el Imperio seléucida, este término designaría a los soldados de élite con escudo de plata (arguros, plata), falangitas ligeros y pesados por una parte, legionarios (inspirados en el original romano), por otra parte.
En las fuerzas expedicionarias de Asia, bajo el mando de Alejandro, los pezhetairoi (compañeros de a pie) sumaban 9000, repartidos en seis batallones (taxeis) de 3 lochoi cada uno. Los taxeis llevaban el nombre de su comandante y eran reclutados sobre una base territorial.
Los hipaspistas (portadores de escudo) o hipaspistas de los Compañeros eran originalmente un regimiento compuesto de escuderos personales de los Compañeros del rey. Los primeros hipaspistas llevaban las armas personales del rey, incluido el Escudo sagrado de Troya, en el combate. Esta unidad de infantería ligera, de 3000 infantes, estaba dividida en 6 lochoi y fue dirigida por Nicanor, hijo de Parmenio, hasta su muerte en 330 a. C. Fueron entonces reagrupados en tres quiliarquías.
Los soldados del primer lochos constituían la vanguardia (agêma), y eran conocidos por la denominación de basilikoi hypaspistai (portadores del escudo real), a no ser que no constituyeran más que una fracción. Los hipaspistas reales, unidad de élite, guardaban la tienda del rey y tenían un lugar de honor en el orden de batalla. Se trataba a la vez de guardias de corps (sômatophylakes somatophylakes), y de una policía militar. 
Eran reclutados entre los jóvenes macedonios. En la época antigónida, el reglamento militar de Casandrea confirma su papel de unidad de élite y su reclutamiento nobiliario.
Los hipaspistas reales estaban armados con una doratia, una lanza más corta que la sarissa, más manejable para el combate cuerpo a cuerpo y más adaptada para su función de guardia de corps. Cubrían su cabeza con un casco de tipo tracio, adornado con plumas en los laterales, y portaban escudos macedonios de un diámetro de unos 75 cm.
Los hipaspistas formaban una fila entre la caballería de los Compañeros y los compañeros de a pie: su armamento ligero les permitía seguir a la caballería y preceder a la infantería pesada.
En la época antigónida, los peltastas, en número de 3000, constituían con los 2000 infantes de la agêma, la élite de la infantería macedonia. Es posible que los peltastas antigónidas fueran los herederos de los hipaspistas de Alejandro y los pezhetairoi de Filipo II, un cuerpo de infantería pesada de élite.
El cambio de nombre estaría quizás ligado a la adopción de un escudo más pequeño. De todos modos, el término de hipaspistas habría estado reservado a la guardia real.

### La falange

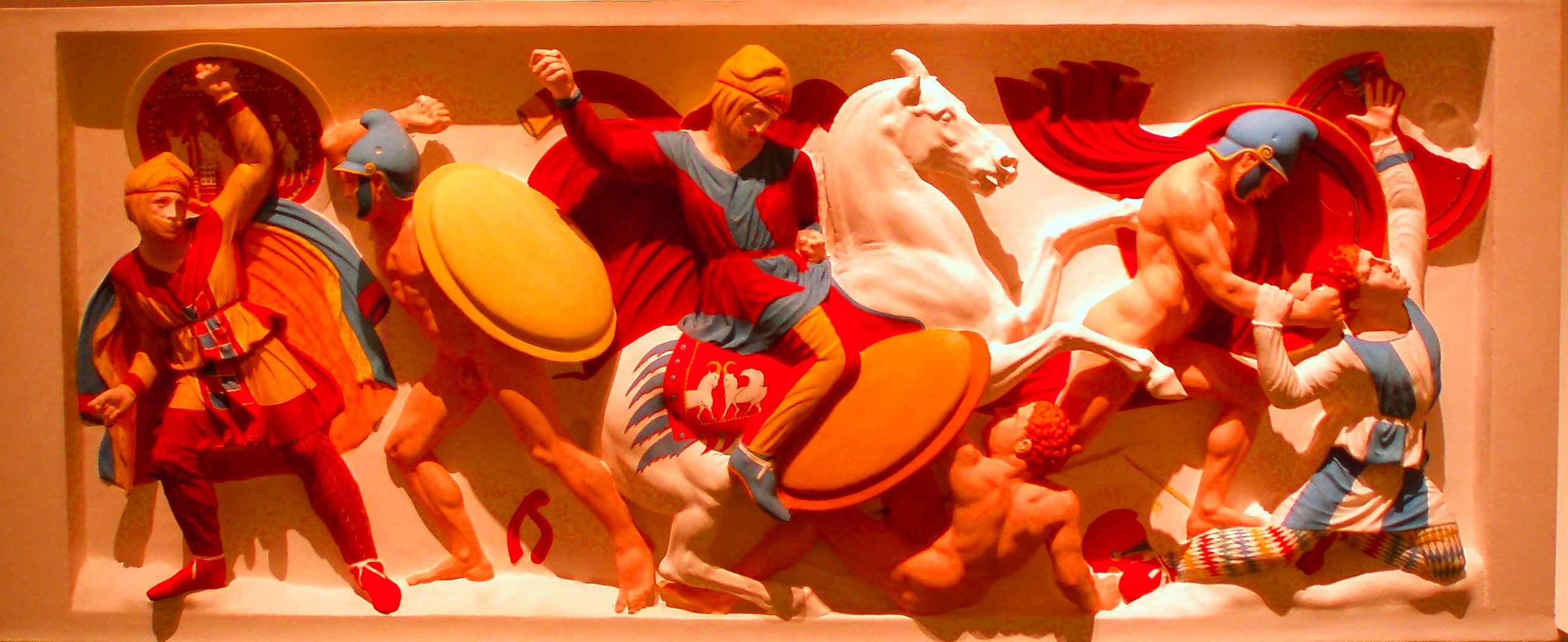
Reconstrucción de la decoración policromada del Sarcófago de Alejandro Magno, proveniente de la necrópolis real de Sidón, representando la batalla de Issos.

El término cubre a la vez a los pezhetairoi y a los asthetairoi (mucho menos conocidos, situados en la retaguardia, cuidaban a los heridos), lo esencial de la infantería pesada macedonia. En la época antigónida, los falangitas se dividían en dos alas de calcáspides (escuderos de bronce) y leucáspides (escudos blancos), atestiguados tanto por Polibio como por Tito Livio.
Sus efectivos crecieron al final de la dinastía Antigónida fueron 10 000 en el 224 a. C., 16 000 en el 197 a. C., 21 000 en el 171 a. C., y probablemente 24 000 en el 168 a. C.
El componente básico de la falange era el lochos, la fila de 16 hombres mandados por un lochagos. Cuatro lochoi componían una tetrarquía de 64 hombres bajo la dirección de un tetrarca. Cuatro tetrarchiai formaban un syntagma o incluso una speira, la unidad táctica básica. La unidad superior que reunía cuatro speirai, 1024 hombres, era la quiliarquía, mandada por un quiliarca. Cuatro quiliarquías formaban una strategia de 4096 falangitas, a la cabeza de la cual estaba un strategos. En cada nivel, el comandante de la unidad lo era también de una de las unidades inferiores que la componían: el strategos era así uno de los cuatro chiliarchai (quiliarcas).
Las unidades superiores contaban con un cierto número de oficiales suplementarios (ektaktoi o exarithmoi taxéos), de los cuales el hipereta en la speira, y el archipereta en la quiliarquía, eran oficiales de intendencia. Estaban encargados del inventario y la conservación del botín, la distribución de la soldada y de las raciones, y eventualmente del equipamiento. En el nivel de strategia, se hallaban los grammateis (secretarios), quienes se encargaban del papeleo del ejército.
El armamento de los falangitas es descrito por el código militar de Anfípolis, que preveía las multas a los militares desprovistos del armamento reglamentario. Trata para las armas defensivas de una coraza no metálica (kotthybos, κότθυβος), de un casco ojival (kônos, κῶνος), de un escudo (aspis/ἀσπις) y de grebas (knêmides, κνημῖδες, en español, cnémidas), y para las armas ofensivas de una pica (sarissa, σάρισα) y de una espada corta (makhaira, μάχαιρα). Significativamente, las multas más graves eran para las armas ofensivas y el escudo, cuya ausencia comprometía la eficacia total de la formación.
Los oficiales llevaban una semicoraza metálica en lugar de una coraza no metálica. Hay que subrayar que los descubrimientos arqueológicos muestran que los falangitas podían utilizar asimismo la espada hoplítica recta de dos filos, el xifos (ξῖφος/xiphos), así como la lanza hoplítica (dory), más corta que la sarisa. (Véase también sistema hoplítico)
La falange macedonia demostró con creces su superioridad sobre la falange tradicional griega durante la batalla de Queronea en el 338 a. C., donde se enfrentaron los macedonios contra una fuerza conjunta de atenienses y tebanos, que fueron vencidos (el Batallón Sagrado de Tebas fue casi aniquilado) y en consecuencia Macedonia pasó a controlar la Hélade.

### Otras unidades de infantería

#### Asthetairoi
Los asthetairoi (singular asthetairos) fueron la élite de la infantería macedonia. Eran elegidos entre los pezhetairoi, pero la distinción ha dado lugar a debates, aunque parece que más tarde el nombre de asthetairoi fue preferido al de pezhetairoi.
Estaban equipados con una sarissa, un escudo argivo y una espada corta. Llevaban un casco de bronce.
Fueron los guardaespaldas de los reyes macedonios.

#### Tureóforos y peltastas
Los tureóforos fueron un tipo de soldados de infantería, común entre los siglos III y I a. C., que llevaban un gran escudo oval llamado thureos que era de madera, recubierto de cuero, con una franja metálica y una espina central, y disponía de un asa central. Estaban armados con una larga lanza de empuje, jabalinas y una espada. Usaban normalmente un casco macedonio de hierro o de bronce. El thureos fue probablemente una adaptación de un escudo celta o gálata. Las infanterías iliria y tracia quizás adoptaran este escudo antes que los macedonios.
Los tureóforos no eran normalmente escaramuzadores ni falangitas, sino que tenían una función intermedia entre ambos tipos y eran capaces de operar de un modo similar al de los peltastas. En el ejército de Filipo V de Macedonia eran utilizados para dirigir la columna de marcha en territorios peligrosos.
En el siglo IV a. C., la principal infantería mercenaria era la peltasta, cuyo nombre se convirtió en sinónimo de mercenario. Unas pocas ilustraciones de principios del siglo III a. C. aún muestran en uso un pequeño escudo redondo, la pelta, pero a mediados del mismo siglo fue reemplazado por el tureo.
Los tureóforos no eran solo griegos o macedonios, sino que también procedían de lugares como Anatolia. 
Los tureóforos aparecen con frecuencia ilustrados en las pinturas funerarias de Alejandría y de Sidón. Igualmente se han encontrado representados en terracotas de Seleucia del Tigris.

#### Agêma

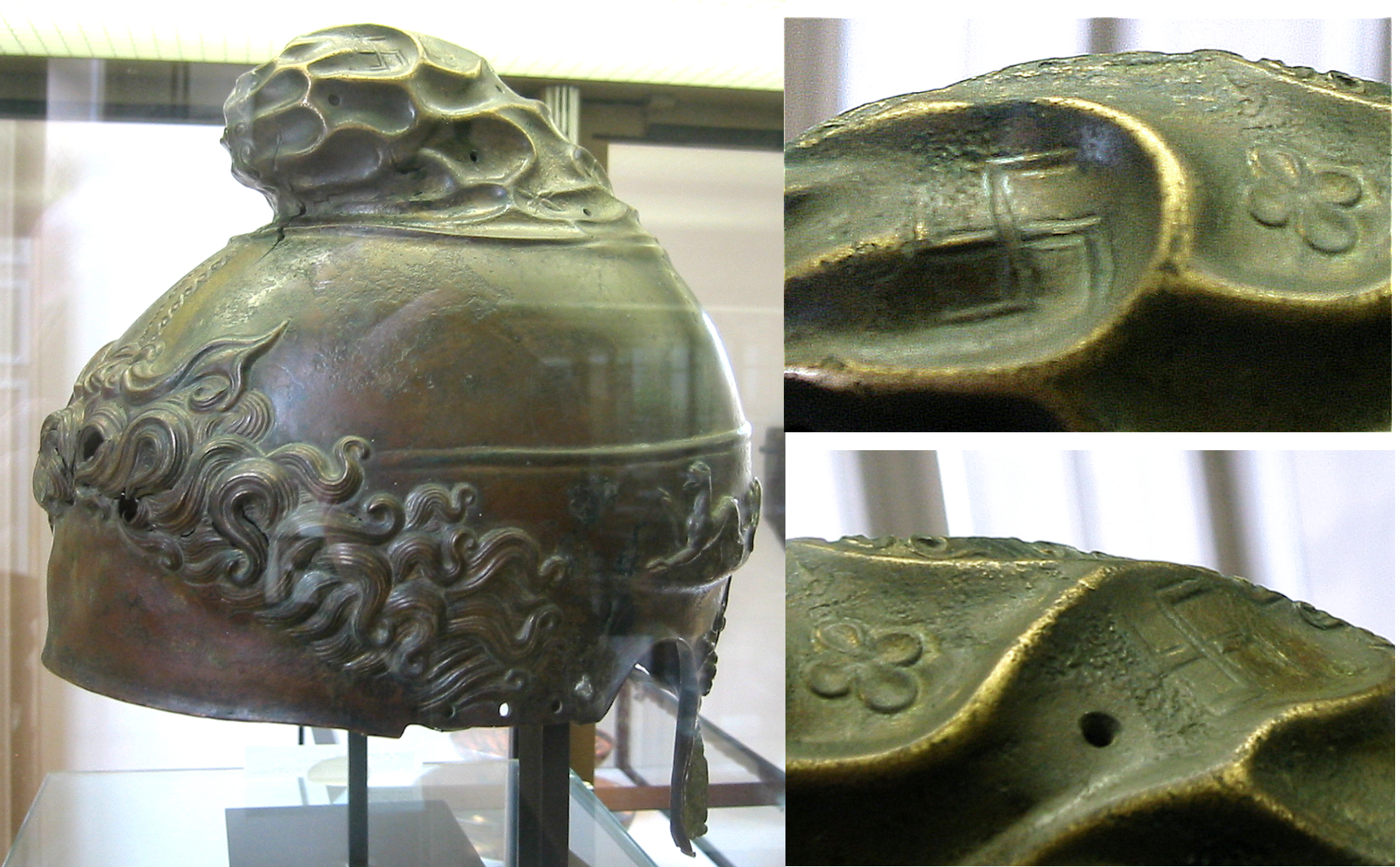
Casco frigio encontrado en Herculano (350-325 a. C.).

Los agêma, literalmente «los guardias», eran los guardias de élite.
Eran hipaspistas y asthetairoi, y posteriormente argiráspidas. En los Estados orientales de los diádocos (seléucida, ptolemaico de Egipto, el reino de Bactria) constituían los guardias de infantería del rey. Los guardias agêma orientales llevaban coraza de bronce, casco frigio o tracio y escudo argivo. Como armas ofensivas tenían una sarissa y una espada cortas.

#### Toracitas
Los toracitas (thorakitai, en ingular thorakites) eran unos soldados de infantería similares a los tureóforos, que se cubrían con una corta cota de malla y utilizaban como armas arrojadizas unas jabalinas algo pesadas.
Fueron usados en los ejércitos helenísticos como auxiliares de la infantería ligera, y en la falange macedonia protegían sus flancos. Eran un tipo de infantería acorazada, pero móvil, que no requerían de una formación rígida para su eficacia en el combate, constituyendo una poderosa unidad de choque. Son mencionados por Polibio en el ejército de la Liga Aquea y en el seléucida.
Una representación en una tumba de Sidón muestra lo que podría ser un thorakites. La fragmentaria inscripción indica que se trataba de un anatolio.

## Caballería

### Caballería pesada

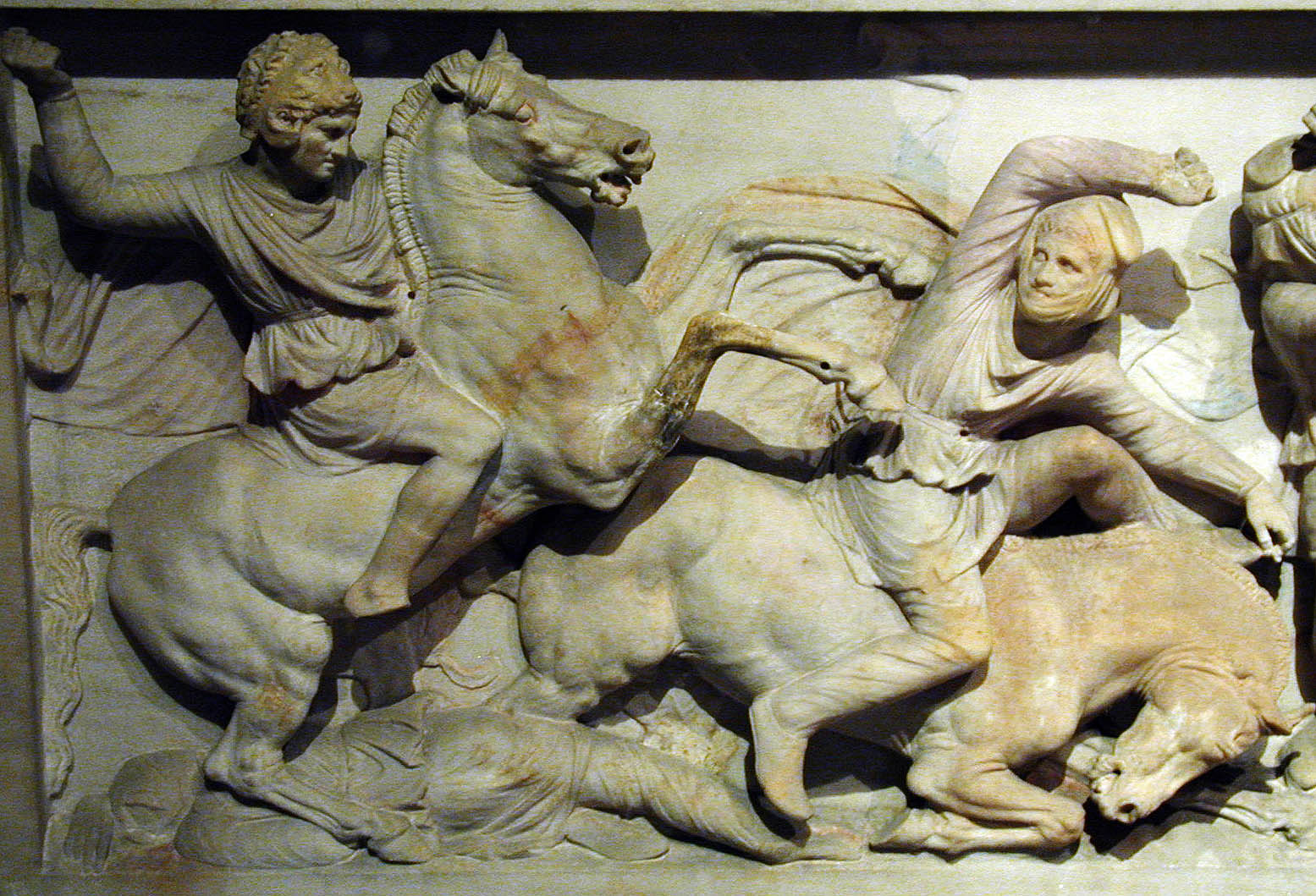
Alejandro luchando en la batalla de Issos (detalle del Sarcófago de Sidón).

La caballería pesada, llamada «caballería de los compañeros» (hetairoi), era reclutada entre la nobleza de Macedonia. Constaba de 3000 caballeros al principio de las campañas de Alejandro, de los cuales 1500 le acompañaron en Asia. Al igual que los philoi (basilikoi) 'amigos (reales)', el término se conoció como «título áulico» en la época de los diádocos
Estaba dividida en 12 escuadrones, el primero de los cuales era el Escuadrón Real (basilikè ilè), que constituía la vanguardia (griego antiguo tο άγεμα, agêma) de la unidad. Este escuadrón tenía un efectivo de 300 jinetes, mientras que los otros constaban de 250 lanzas. Fue Alejandro quien extendió el nombre de Compañeros al conjunto de la caballería pesada macedonia. 
La unidad básica de la caballería era una ila, escuadrón de 250 jinetes mandado por un ilarca, y estaba dividida en dos lochoi, que a su vez se dividían en dos tetrarquías de 60 caballeros, bajo el mando de un tetrarca.
La formación táctica básica de la tetrarquía era la cuña, inventada por Filipo II: el tetrarca se colocaba en la punta de esta formación triangular, mientras que los jinetes experimentados ocupaban el centro de la formación y cada extremidad de las líneas de 13 caballeros. 
El ilarca estaba acompañado de un heraldo que transmitía sus órdenes, y era auxiliado por hiparetas (sirvientes).
Los cuatro vértices de la ila se colocaban en una sola línea de intervalo, respetando un intervalo suficiente entre ellas para permitirles maniobrar. Esta formación confería una mayor flexibilidad en las maniobras con un cambio rápido de la dirección de ataque. Podían juntarse de dos a cuatro ilai para formar una hiparquía o brigada, bajo el mando de un hiparco.
Cada caballero disponía de un asistente encargado de vigilar su caballo y su equipamiento. Los caballeros eran propietarios de su caballo y recibían cuando se enrolaban la suma de dinero suficiente para subvenir a la compra de un caballo de calidad.
Iban cubiertos con un casco. Al principio fue del modelo frigio, pintado con los colores del escuadrón, antes de que Alejandro impusiera el modelo beocio, más simple. El casco llevaba los distintivos del rango del caballero. Estaban equipados con una lanza de 3 m llamada xyston, hecha con madera de cornejo, provista de dos puntas, para poder ser utilizada si se rompía. Como arma secundaria, el caballero portaba en el costado izquierdo una espada curva (kopis, makhaira). El tipo de coraza con el que se protegían variaba, aunque solo los caballeros de las unidades pesadas la llevaban. En la época de Alejandro no llevaban escudo. Una serie de relieves funerarios encontrados en Macedonia indican la evolución del armamento de los caballeros en la época antigónida, con la adopción de un gran escudo redondo de origen celta.

### Caballería ligera
Los πρόδρομοι prodromoi (exploradores) o también llamados σαρισοφόροι sarisophoroi (portadores de sarissa) constituían la caballería ligera empleada para misiones de reconocimiento, de persecución y para provocar el inicio de las batallas. Estos caballeros estaban armados con jabalinas, actuaban como tiradores y aseguraban los flancos del ejército durante la batalla, realizando misiones de reconocimiento. La caballería se completaba con varios cientos de jinetes aliados, provenientes de diversos lugares, que llevaban a cabo distintos roles y empuñaban distintas armas. 
Cuando Alejandro III regresó de la India, la caballería había sufrido reformas drásticas, e incluía a miles de arqueros a caballo y caballería pesada formada por asiáticos.
Los prodromoi desaparecen de las fuentes después del 330 a. C. y se ha emitido la hipótesis de que fueron divididos entonces en hippakontistai (lanzadores de jabalina montados) y en sarisophoroi hippeis (portadores de sarissa montados), dos tipos de caballeros que existían antes de esta fecha, probablemente en el seno de los prodromoi. Es posible también que esta caballería ligera acogiera a los jóvenes macedonios antes de su integración en la caballería pesada. Se sabe por la ley efébica de Anfípolis que la equitación y los ejercicios ecuestres formaban parte de la educación de los jóvenes macedonios.
Los caballeros estaban tan bien considerados como los oficiales y pasaban a la reserva a la edad de 55 años, contrariamente a los soldados de infantería. Por esta razón, se beneficiaban de recompensas y privilegios suplementarios.

### Caballería tesalia

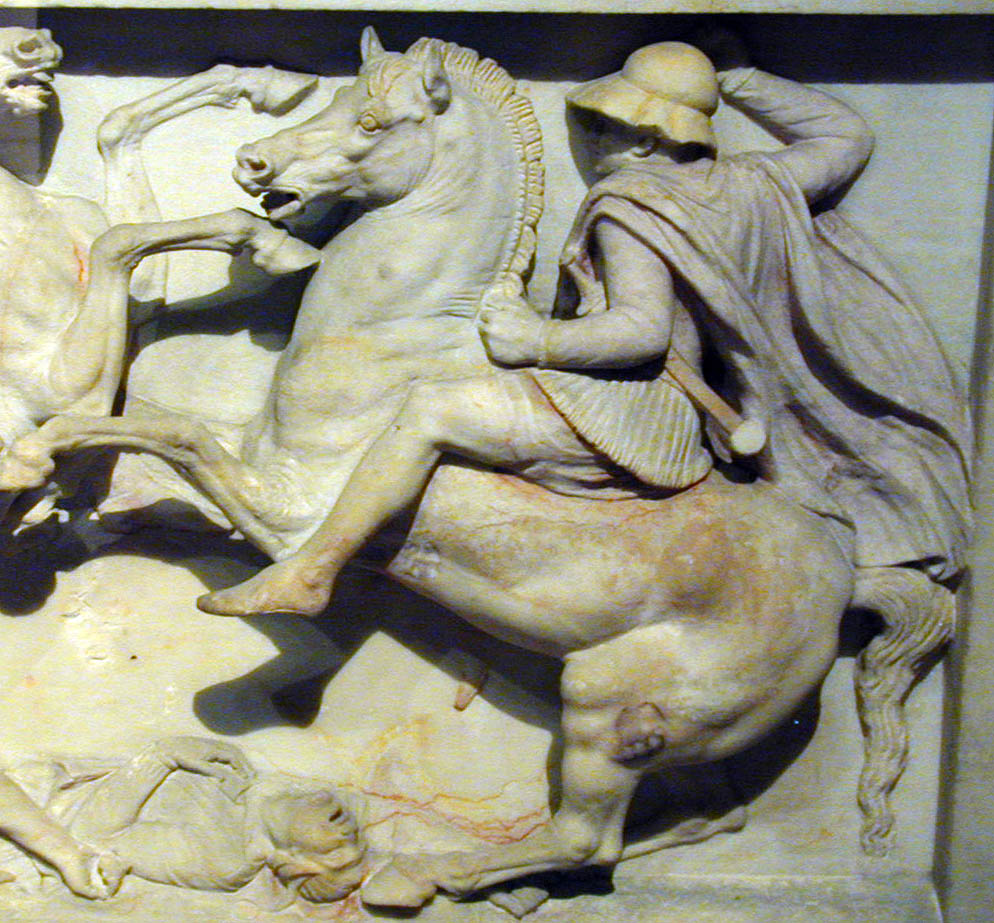
Caballería tesalia en la batalla de Issos (detalle del sarcófago de Sidón).

A partir del 352 a. C. y de la victoria de Filipo II sobre Onomarco, Tesalia estuvo prácticamente bajo protectorado macedonio. Filipo fue elegido arconte de los tesalios, título que recibió también Alejandro, y que le otorgaba un cierto número de prerrogativas, como la utilización del tesoro federal. Como consecuencia, un importante contingente de caballería pesada tesalia formaba parte del ejército macedonio. 
La organización y el equipamiento de la caballería tesalia eran similares a la caballería de los hetairoi. Empuñaban lanzas muy cortas y empleaban formaciones romboidales. Los efectivos de Alejandro que desembarcaron en Asia para la invasión incluían a 1800 jinetes tesalios, divididos en ocho ilai, cuya vanguardia estaba constituida por el escuadrón de élite de Farsalia. Se les confiaba un papel defensivo, de protección del flanco izquierdo. Los Compañeros, con una cantidad de jinetes, se situaban en el flanco derecho, el cual era la posición de honor en los ejércitos helenísticos para las tropas de élite. Los Compañeros realizaban la maniobra decisiva de ataque de la batalla.
En las batallas de Gránico, Issos y Gaugamela, la caballería tesalia, situada en el flanco izquierdo, estuvo mandada por Parmenio. En ocasiones fue considerada la mejor unidad de caballería, aunque su actuación no había sido decisiva durante las tres grandes batallas contra los persas; la ofensiva victoriosa siempre tuvo lugar desde el ala mandada por Alejandro.

### Evolución de los efectivos
- En 359 a. C., Filipo II movilizó contra Iliria 10 000 infantes y 600 caballeros.[12]
- En 334 a. C., el ejército de Alejandro contaba con un total de 24 000 soldados de infantería y 3300 caballeros.[13]
- En 197 a. C., en la batalla de Cinoscéfalos, Filipo V dispuso de 2000 caballeros —de los cuales una parte eran tesalios— y 18 000 infantes.[14] El mismo año movilizó a 500 para la invasión de Dardania.[15]
- En 171 a. C., en el desfile de Cirros, fueron presentados 26 000 soldados de infantería y 3000 jinetes.[16]
- En 168 a. C., en Pidna, Perseo contaba con 3000 jinetes en su ejército.[17]

## Elefantes de guerra
El elefante utilizado como recurso bélico por el ejército persa en la batalla de Gaugamela (1 de octubre de 331 a. C.) contra el ejército del conquistador macedonio, y que tanto desconcierto causó en sus filas, fue lo que impulsó a Alejandro a incorporarlo a su ejército tiempo después. 
En el 326 a. C., en la batalla del Hidaspes contra el rey indio Poros, aunque aún no contaba con elefantes, sabía muy bien cómo enfrentarse a los 200 elefantes que había en el campo de batalla. Aunque los caballos de la caballería macedonia se negaron a enfrentarse a ellos, la infantería se encargó de los mahout. Se estima que solo sobrevivieron la mitad de los elefantes.

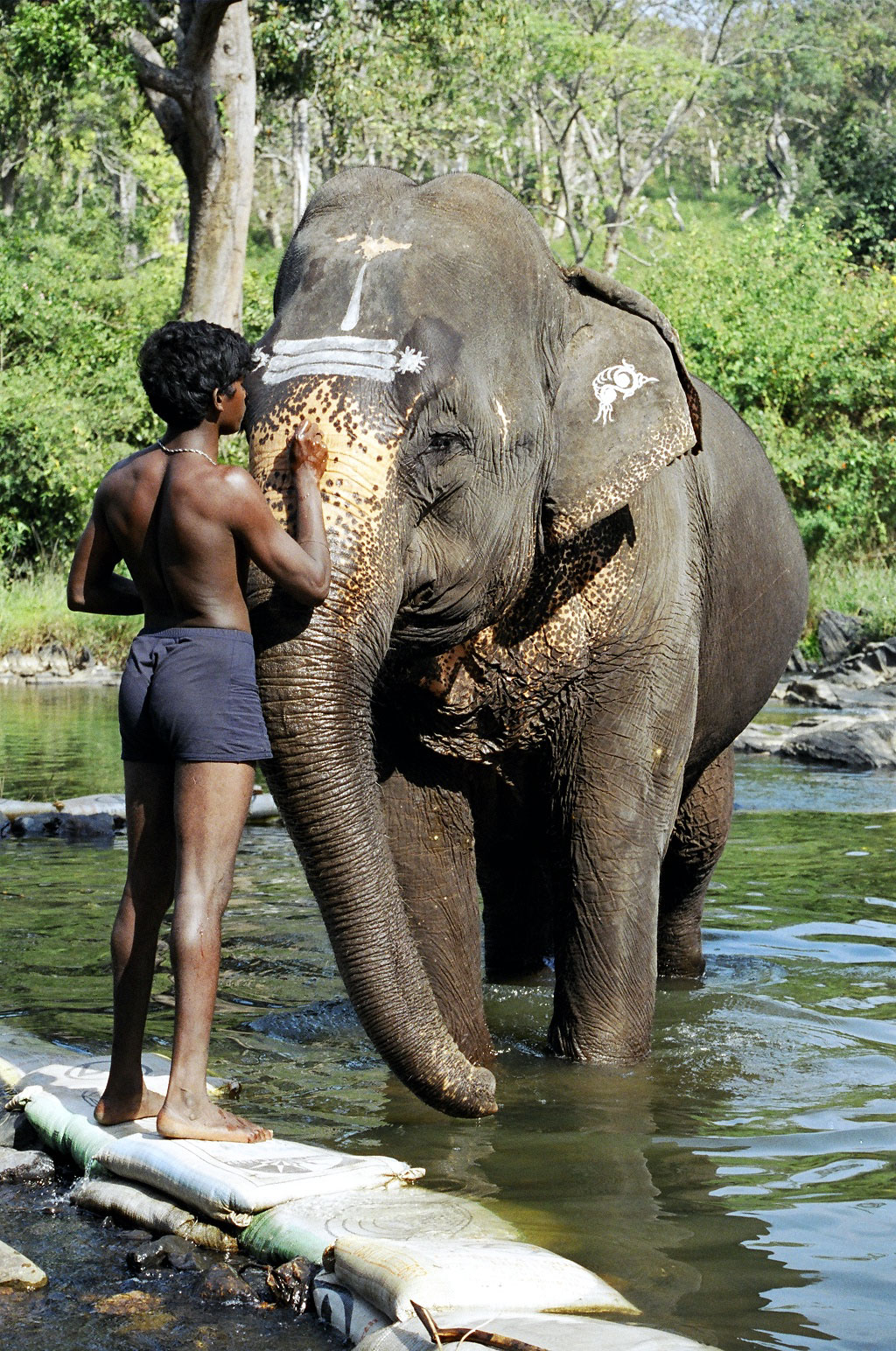
Elefante indio.

Alejandro fue idealizado como vencedor de los «monstruos» del Indo. En el «decadracma de Poros», acuñado hacia el 323 a. C., puede verse a Poros montado en un elefante blandiendo una lanza hacia Alejandro, quien lo persigue a caballo. En una moneda acuñada en el reinado de Ptolomeo, Alejandro está cubierto con la piel de un elefante, símbolo de su victoria en India.
Uno de los motivos que se barajan para explicar que el ejército de Alejandro no procediera a la conquista del reino de Magadha, fue el elevado número de elefantes del ejército de este reino, cuyo rey Chandragupta Maurya incrementó hasta casi diez mil. No se sabe con seguridad si llegaron a enfrentarse ambos reyes. Hay constancia, sin embargo, de que Seleuco I Nicátor, uno de los diádocos de Alejandro, en el 305 a. C. se enfrentó a este rey y fue vencido. En virtud del tratado que firmaron, el monarca de Magadha entregó un elefante a Seleuco, quien le correspondió con la entrega de una de sus hijas.
En el 301 a. C., en la batalla de Ipsos, considerada como la más grande batalla de elefantes de la Antigüedad (por lo menos no india), Seleuco alineó contra Antígono I Monóftalmos una tropa de 400 elefantes, obtenidos gracias al tratado de paz mencionado con Chandragupta Maurya. Situó a la masa de elefantes apoyando a la infantería, lo que le permitió impedir que la caballería enemiga tomara la retaguardia y lograr una gran victoria. 
El campo de batalla fue dominado por una combinación de la falange, de la caballería y de los elefantes de guerra durante las Guerras de los diádocos. El poder del elefante creció con las torretas puestas a lomos del animal. En la torreta, un piquero y un arquero podían atacar a los enemigos y a la vez intentar detener al elefante para que no cruzara a las líneas enemigas. Era controlado por un conductor de origen indio, armado con varias jabalinas.
Las principales ventajas de los elefantes eran su tamaño y el terror que causaba el verlos. Eran especialmente útiles contra la caballería, porque los caballos, que no estaban acostumbrados a la visión y al sonido de un elefante, se escapaban la mayoría de las veces.
Una fila de elefantes, con un espacio entre ellos de 20 a 50 metros, bastaba para detener una carga de la caballería pesada. En cambio, los elefantes tenían una gran desventaja, ya que aunque era difícil matarlos, las heridas infligidas o la pérdida del conductor eran a menudo suficientes para asustar al elefante y también se convertía en un gran peligro para su propio ejército si retrocedía. Debido a esto, normalmente eran escoltados por un grupo de infantería ligera.
Al final de la época de los diádocos, los elefantes tenían adscrito de modo permanente una escolta de la infantería ligera, disponían de una torreta suficientemente grande para soportar a cuatro hombres, y sus patas eran protegidas con cuero o bandas metálicas, para impedir que el enemigo cortara sus músculos. Los soberanos helenísticos adoptaron esta arma de guerra.
El elefante africano también fue usado por los Ptolomeos, por el ejército cartaginés y por Pirro de Epiro contra los romanos. Se ignora si Cartago usó torretas, pero los ejércitos de los lágidas sí las emplearon.
En la batalla de Rafia (217 a. C.), Ptolomeo IV dispuso de 73 elefantes africanos y Antíoco III el Grande de 102 elefantes asiáticos. Fue la primera batalla de la Antigüedad en la que los elefantes de ambos continentes se enfrentaron en gran número. Los dos adversarios dividieron sus tropas de elefantes en dos unidades dispuestas en las alas a fin de defender a la caballería; los elefantes de Asia eran más grandes y más agresivos que sus congéneres africanos (se trataba de elefantes indios), y derrotaron a los de Ptolomeo, pero no bastó para que este fuera vencido.
Bajo los seléucidas y los lágidas, los elefantes fueron revestidos con una coraza y con una torreta (mencionada arriba), en la que había de dos a cuatro tiradores. El mahout se ponía a horcajadas sobre el cuello del animal.

## Reclutamiento
Tanto la caballería como la falange eran reclutadas sobre una base territorial constituida por cuatro grandes distritos (Botiea, Anfajítida, Alta Macedonia y prôtè méris), subdivididas en ciudades o en grupos de ciudades en la Baja Macedonia, y en ethnè o grupos de ethnè en la Alta Macedonia. El reclutamiento territorial se aplicaba tanto a los soldados como a los oficiales. Se puede decir que el ejército macedonio no era más que la colección de armas particulares de sus subdivisiones cívicas o territoriales. Varias unidades cívicas podían ser combinadas para formar una unidad táctica si sus efectivos eran insuficientes.
El reclutamiento era efectuado por oficiales especiales, a los cuales el rey enviaba las órdenes de movilización, precisando la fecha y el lugar de la concentración. La movilización podía ser general, o solo parcial, según un sistema de rotación que se ha perdido. Coincidía generalmente con la gran asamblea de los macedonios en armas en primavera, para la lustración ritual del ejército, cuando la celebración de la fiesta de las Xandika (que daban su nombre al mes macedonio). El lugar de reunión del ejército era o en la capital, Pella, o en un gran centro religioso, como Díon, o incluso en el lugar idóneo según la siguiente campaña militar.
Según el reglamento del servicio militar de la época antigónida, del cual ha sido encontrada una copia epigráfica en Casandrea, se reclutaba a los hombres entre los 15 y 50 años. 
La asignación de las diferentes unidades (peltastas, agêma, falange) se hacía mediante un criterio censal: los reclutados de las familias más ricas eran enrolados como peltastas y la agêma (probablemente también para pezhetairoi/hipaspistas bajo Filipo II y Alejandro, respectivamente). Lógicamente, tan solo los macedonios más acomodados podían dedicar el tiempo necesario al entrenamiento intensivo que requería la pertenencia a los cuerpos de élite. Por las mismas razones, el límite de edad de los peltastas se rebajaba a 35 años, y la de los integrantes de la agêma a 45 años. El límite de edad para ser rechazado por criterios familiares, seguía o no la posibilidad de reemplazar al soldado, que podía ser llevado a servir en la reserva hasta los 55 años.

## Entrenamiento
El entrenamiento del soldado macedonio comenzaba en su juventud con la educación efébica durante dos años, para los que vivían en las ciudades: la ley gimnasiarca de Véria muestra la práctica de numerosas disciplinas paramilitares (tiro al arco, lanzamiento de jabalina), en los que hay que contar probablemente los ejercicios de maniobras preparatorios para la integración en la falange, puesto que el reclutamiento podía tener lugar desde los 15 años de edad. La participación en la efebía estaba sujeta a un censo mínimo de 3000 dracmas en la ciudad de Anfípolis), y estaba vetada a los hijos de los artesanos o de los comerciantes.
Polieno describe cómo Filipo II entrenaba a su ejército multiplicando los ejercicios y las maniobras. Los falangitas se entrenaban con todas las armas, cargados con su ración alimentaria, y debían recorrer a marchas forzadas 300 estadios (alrededor de 54 km). Frontino precisa que Filipo había prohibido a sus tropas el uso de carros para los bagajes y que una unidad de 10 hombres no tenía derecho más que a un solo porteador, y un caballero a un único escudero. En campaña, cada hombre debía llevar trigo para 30 días.

## Logística
La administración del ejército en campaña era asunto del secretario real (grammateus basilikos), Eumenes de Cardia lo fue en la época de Filipo II y de Alejandro. El Secretariado del Ejército poseía las listas de movilización (syllogismous) y los registros de efectivos (syntelas), que indicaban las fuerzas de las diferentes unidades, y en función de las cuales eran ocasionalmente distribuidas las raciones, pagados los equipamientos, decididos los refuerzos y las promociones. Los suministros eran repartidos por lochoi en la infantería y por ilai en la caballería: el reparto final era asunto de los hyperetai, el equivalente en la época helenística a los sargentos mayores.
El Secretariado del ejército estaba dividido en diversas secciones, cada una dirigida por un secretario (grammateus) asistido por inspectores (episkopoi): se sabe de la existencia de un Secretario de la Caballería y de un Secretario de los Mercenarios para Egipto.
El Secretario de la Caballería tenía la difícil tarea de reemplazar las monturas perdidas en combate (1000 de 7000 en Gaugamela, por ejemplo), por requisa local o por el envío de refuerzos provinciales. Los Lágidas y los Seléucidas el testimonio de acaballaderos reales (hippotropheia, ἱπποτροφεία) que proveían los caballos: debieron existir también en Macedonia. El reino antigónida los mantenía en Sición.
Un tipo de tetradracmas de Alejandro I lleva en el anverso un caballo marcado con un caduceo, marca de las caballerizas reales. Su existencia está confirmada por un reglamento del servicio militar encontrado en Casandrea, concerniente al desfile de los caballos de la caballería, el examen (dokimasia) que, como en Atenas, debía determinar si eran buenos para el servicio: era probablemente el hiparco quien se encargaba y transmitía la información al epístata. Si fallaba en su tarea, podía ser castigado con una multa de 1000 dracmas.
Normalmente, las raciones no eran suministradas, sino que cada soldado debía comprarlas a los mercaderes que seguían al ejército. La requisa no era utilizada más que como último recurso.
Que las armas eran suministradas por el Reino, al menos en parte, es revelado no solamente por las fuentes literarias (25 000 panoplias fueron enviadas para reequipar al ejército de Alejandro antes de la campaña de la India), sino también por la arqueología: numerosas armas (balas de hondas, puntas de flechas encontradas en Metone, puntas de lanzas, escudos en Díon), llevaban las inscripciones (MAC o PHILIPPOU, por ejemplo) que atestiguan la existencia de manufacturas y de arsenales reales donde eran fabricadas. En el siglo III a. C., Eumenes de Pérgamo declaró al Senado romano que los arsenales de su reino podían equipar totalmente a tres ejércitos de 30 000 infantes, 5000 caballeros y 10 000 mercenarios.

## Composición étnica del ejército y recuento
Las fuentes dan una idea de la escala de los movimientos de población. En 334 a. C., cuando invadió Asia, Alejandro llevó 12 600 griegos del sur con él, de los cuales 7600 eran de las ciudades de la Liga de Corinto y el resto mercenarios.
El resto de su ejército de 37 000 hombres estaba formado por macedonios, reclutas de las tribus del norte de Macedonia y griegos del centro-norte de Grecia, como los tesalios. Recibió alrededor de 65 000 nuevos mercenarios durante su expedición, de los cuales al menos 36 000 se quedaron como tropas de guarnición o colonos.
Unos 23 000 griegos (que podrían haber incluido norteños e incluso macedonios) fueron asentados después por Alejandro en las satrapías persas orientales. A su muerte se rebelaron con el deseo de volver a Grecia y fueron masacrados por los macedonios.
Tras la muerte de Alejandro, parece que los nuevos gobernantes (diádocos) continuaron reclutando en Grecia en cantidades cada vez mayores. Antígono I Monoftalmos tenía 28 000 infantes y 8500 jinetes en 317 a. C. Contra él presentó Eumenes 35 000 infantes y 5000 jinetes.
Once años más tarde, Antígono tenía 80 000 infantes.
Un siglo después Antíoco, uno de los epígonos, pudo movilizar 70 000 infantes y 5000 jinetes, de los cuales no menos de 40 000 habían sido reclutados en Grecia y Asia Menor. La fuerza que Ptolomeo le opuso en 217 a. C. incluía 5000 mercenarios griegos, contando con 2500 cretenses.
Gran parte de los contingentes procedían de las zonas menos urbanizadas, como Etolia, Tesalia y Creta, y no de otras ciudades como Atenas. Incluso en la ciudad relativamente próspera de Magnesia del Meandro, a orillas del río Meandro, bajo Antígono los ciudadanos querían trasladarse a la nueva fundación de Antíoco en la lejana Persis.
Desde inicios del siglo IV a. C., los espartanos también habían estado ganando dinero sirviendo a potentados extranjeros, y esto continuó en los siglos posteriores.
Las ambiciones de estos miles de hombres, muchos de los cuales habrían experimentado una relativa pobreza en sus ciudades natales, pudo proporcionar algo de la motivación para las conquistas iniciales de Alejandro y las luchas territoriales de los diádocos.